# Economía del cine
La economía del cine es una rama de la economía cultural que estudia la economía de la industria cinematográfica, de la creación, la distribución y el consumo de obras cinematográficas.

## Comportamiento del consumidor

### El cine como bien de experiencia
Una película es un bien de experiencia (no un bien de búsqueda), es decir, el consumidor no sabe si le gustará la película hasta después de haberla visto. En consecuencia, la decisión de ver una película se apoya en factores diferentes a la calidad observada. Estos factores pueden darse en forma de señales o boca a boca. 

### El papel de los premios de cine
Por esta razón, los premios de cine parecen influir en el comportamiento del consumidor de cine. Los estudios realizados hasta el momento indican que los Premios Óscar tienen un efecto positivo sustancial en la recaudación de las películas. El aumento de la recaudación se produce principalmente gracias a la nominación. Ganar finalmente el premio también genera un ingreso extra, pero relativamente pequeño en comparación al obtenido gracias a la nominación.
En lo que se refiere al método de elección de los premios, parece que este solo es relevante en el segmento del cine independiente, donde los premios con un jurado de expertos muestran un efecto sobre la recaudación mayor que otros tipos de premios. En el segmento mayoritario, sin embargo, no se observa una influencia diferente entre premios elegidos por expertos y premios elegidos por consumidores.